# Royal Oak (Schiff, 1896)
Die Royal Oak, auch HMS Royal Oak, war ein Schlachtschiff (Einheitslinienschiff) der Royal-Sovereign-Klasse, das in den 1890er-Jahren für die Royal Navy gebaut wurde.

## Geschichte
Die Royal Oak, das sechste Schiff dieses Namens benannt nach der Eiche, in der sich König Karl II. nach der Schlacht von Worcester versteckte, wurde am 29. Mai 1890 auf der Werft von Cammell Laird in Birkenhead auf Kiel gelegt und am 5. November 1892 vom Stapel gelassen. Sie traf am 29. Oktober 1893 in der Werft von Portsmouth ein, schloss bis zum Juni 1894 ihre Seeerprobung ab und wurde nach ihrer Fertigstellung der Reserve unterstellt. Fast zwei Jahre später wurde sie dort am 14. Januar 1896 für den Dienst in der Particular Service Squadron reaktiviert, die als Reaktion auf die zunehmenden Spannungen in Europa nach dem Jameson-Überfall in Südafrika und der Krüger-Depesche Kaiser Wilhelms II. zur Unterstützung der Burenregierung gebildet worden war. Als sich das Geschwader am 25. November auflöste, kehrte das Schiff in die Reserve nach Portsmouth zurück.
Die Royal Oak wurde am 9. März 1897 für den Einsatz in der Mittelmeerflotte wieder in Dienst gestellt, wo sie das Schlachtschiff Collingwood ablösen sollte. Sie verließ Portsmouth am 24. März 1897 und traf am 5. April in Malta ein. 1902 wurde die Royal Oak vom Schlachtschiff Bulwark abgelöst und verließ das Mittelmeer in Richtung Großbritannien. Dort traf sie am 16. Mai in Plymouth ein und dampfte am darauffolgenden Tag weiter nach Portsmouth, wo sie am 6. Juni 1902 ausgemustert wurde. Bald darauf wurde sie zur Überholung ins Chatham Dockyard verlegt, wo sie Kasematten für ihre 15,2-cm-Geschütze auf dem Oberdeck erhielt. Am 16. Februar 1903 wurde die Royal Oak reaktiviert, und der Home Fleet unterstellt, wobei ein Teil der Besatzung der Nile als Kernmannschaft diente. Im Sommer 1903 nahm sie an kombinierten Übungen im Atlantik teil, an denen die Heimat-, Mittelmeer- und Kanalflotte sowie das Kreuzergeschwader beteiligt waren.
Im April 1904 wurden die Royal Oak und ihr Schwesterschiff Revenge bei einem Einsatz mit der Home Fleet vor den Scilly-Inseln leicht beschädigt, als sie auf ein gesunkenes Wrack aufliefen. Am 9. Mai 1904 wurde die Royal Oak zum Flaggschiff der Home Fleet und löste damit ihr Schwesterschiff Empress of India ab. Im Juli und August nahm sie an den jährlichen Manövern teil. Am 7. März 1905 wurde die Royal Oak in Portsmouth in die Chatham-Reserve überführt, und ihre Besatzung wechselte auf die Caesar. Während der Überholung in Chatham kam es am 11. Mai zu einer Explosion in ihrem Handfeuerwaffenmagazin, bei der ein Arbeiter getötet und drei weitere verletzt wurden. Im Juli nahm die Royal Oak an Manövern der Reserveflotte teil. Anschließend wurde ihre Besatzung auf die Ocean verlegt und die Royal Oak erhielt eine neue Rumpfbesatzung.
Als Teil der Ersten Division der Blue Fleet nahm die Royal Oak vom 12. Juni bis zum 2. Juli 1906 an den jährlichen Manövern vor der Küste Portugals und im Ostatlantik teil. Am 1. Januar 1907 wurde sie in der Reserve in Devonport unterstellt. Im April 1909 wurde die Royal Oak zusammen mit den anderen Reserveschiffen zur 4. Division der Home Fleet zusammengefasst. Im Juni 1911 löste sie ihr Schwesterschiff Ramillies als Mutterschiff der Division ab, die wiederum im November von ihrer Schwester, der Empress of India, abgelöst wurde. Im Dezember 1911 wurde das Schiff außer Dienst gestellt und im August 1912 von der Bellerophon zur Motherbank geschleppt. Am 14. Januar 1914 wurde sie für 36.450 Pfund an Thos. W. Ward verkauft und anschließend in Briton Ferry abgewrackt.

## Technik
Das Schiff hatte eine Gesamtlänge von 125 m, eine Länge zwischen den Loten von 115,80 m, eine Breite von 22,90 m und einen Tiefgang von 8,40 m. Die Verdrängung lag zwischen 14.490 t und 15.098 t. Ihre Besatzung bestand aus 670 Offizieren und Mannschaften. Die Baukosten betrugen 977.996 Pfund.

### Antrieb
Die Royal Oak war mit zwei Humphrys-&-Tennant-3-Zylinder-Verbunddampfmaschinen ausgestattet, die jeweils eine Welle antrieben und insgesamt 9.000 Shp (6.619 kW) entwickelten, womit das Schiff eine Höchstgeschwindigkeit von 16 Knoten (30 km/h) erreichte. Der Dampf wurde von acht Zylinderkesseln geliefert. Das Schiff konnte maximal 1.513 t Kohle mitführen, was ihm bei 10 Knoten (19 km/h) eine Reichweite von 4.720 Seemeilen (8.740 km) ermöglichte. Durch Zwangsbelüftung (forced draft) erhöhte sich die Leistung auf 11.000 PS (8.200 kW) und die Höchstgeschwindigkeit auf 17,5 Knoten (32,4 km/h).

### Bewaffnung
Die Hauptbewaffnung der Royal Oak bestand aus vier 343-mm-Geschützen in zwei Zwillingsgeschützbarbetten, je eine vor und hinter den Aufbauten. Jede Kanone war mit 80 Schuss bestückt. Die von diesen Geschützen abgefeuerten 570 kg schweren Granaten konnten mit einer Ladung von 290 kg rauchlosem prismatischen Pulver 711 mm Schmiedeeisen auf 910 m durchschlagen. Die Geschütze hatten bei einer maximalen Elevation von 13,5° und einer Mündungsgeschwindigkeit von 614 m/s eine Reichweite von 10.930 m. Die Sekundärbewaffnung bestand aus zehn 152-mm-Schnellfeuergeschützen in Kasematten, fünf auf jeder Breitseite. Die Kanonen hatten bei einer maximalen Elevation von 15° und einer Mündungsgeschwindigkeit von 680 m/s eine Reichweite von 9.140 m. Zur Abwehr von Torpedobooten waren sechzehn 57-mm- und zwölf 47-mm-Hotchkiss-Kanonen sowie acht 8-mm-Maxim-Maschinengewehre installiert. Außerdem verfügte die Royal Oak über sieben Torpedorohre mit 457 mm Durchmesser.

### Panzerung
Die Royal Oak hatte einen Panzergürtel aus Compoundpanzerung. Er erstreckte sich über 76 m von der vorderen zu der Barbette achtern. Mittschiffs war er zwischen 457 mm dick und verjüngte sich nach vorn und achtern auf 356 mm, wo er in 406 mm Querschotten vorn und 356 mm achtern endete. Darüber verlief ein 101 mm dicker Plankengang, der sich mittschiffs 46 m von der Innenseite der vorderen bis zur Innenseite der Barbette achtern erstreckte.
Die Barbetten waren zwischen 406 und 431 mm dick. Die Kasematten der 152-mm-Kanonen waren mit 101 mm gepanzert. Der vordere Kommandoturm war mit 304 bis 355 mm gepanzert und der hintere war rundherum mit 76-mm-Panzerplatten geschützt. Das Schiff hatte zwei gepanzerte Decks mit einer Panzerung von 64 mm und 76 mm.